# Evan Furness
Evan Furness (nascido em 13 de agosto de 1998) é um tenista profissional francês. Ele tem a melhor classificação de simples da ATP de posição 197, alcançado em 2 de outubro de 2022. Ele também tem a melhor classificação de duplas da ATP de 513, alcançado em 27 de maio de 2019. Furness ganhou oito títulos de simples da ITF e um título de simples do Challenger.

## Carreira
Furness começou a jogar tênis aos cinco anos. Ele foi ativo na Circuito ITF Júnior, onde alcançou as melhores campanhas nos Grand Slams juvenis em Wimbledon (oitavas de final em simples) e no Aberto da Austrália (semifinal em duplas) em 2016. Ele estreou em um Grand Slam profissional no Aberto da França de 2018, onde recebeu um convite para o evento de duplas mistas, jogando com Fiona Ferro.
Em 2022, ele ganhou seu primeiro torneio do Challenger, em Ostrava, na República Tcheca, vencendo Ryan Peniston na final. Ele também fez sua estreia no ATP Tour no Moselle Open em Metz, França, entrando na chave principal como qualificado e perdendo na primeira rodada para Alexander Bublik.